# Graphis subimmersa
Graphis subimmersa är en lavart som först beskrevs av Fée, och fick sitt nu gällande namn av A. Massal. Graphis subimmersa ingår i släktet Graphis och familjen Graphidaceae.   Inga underarter finns listade i Catalogue of Life.